# Hochzeitsnacht vor Zeugen
Hochzeitsnacht vor Zeugen, im Originaltitel What’s So Bad About Feeling Good? (auf Deutsch: Was ist so schlecht daran, sich gut zu fühlen?), ist ein US-amerikanischer Spielfilm aus dem Jahr 1968 von dem Regisseur George Seaton. Das Drehbuch verfasste er selbst zusammen mit Robert Pirosh. Es basiert auf der Erzählung I am Thinking Of My Darling von Vincent McHugh. In der Bundesrepublik Deutschland kam der Streifen das erste Mal am 17. Mai 1968 in die Kinos.

## Handlung
Die ersten Symptome zeigen sich auf einem vor New York vor Anker gegangenen griechischen Frachter. Die sonst mürrischen Seeleute verfallen in eine Euphorie, die ein von einem Tukan übertragener Virus hervorgerufen hat. Der Vogel soll in Quarantäne, entweicht aber und fliegt nach East Village, wo Liz und Pete in einer Gruppe von Hippies leben. Liz bleibt immun; aber Pete wird angesteckt. Er infiziert alsbald seine Kumpane, die, früher der Philosophie der absoluten Hoffnungslosigkeit verfallen, jetzt in einem Zustand des Wohllebens verharren. Die Glücksseuche breitet sich aus, droht ganz New York zu erfassen. Die Verkehrsteilnehmer plärren sich nicht mehr an; die Ehepaare hören auf, sich zu zanken. Die Scheidungszahlen gehen zurück, die Liebespaare stehen vor den Standesämtern Schlange. Die Leute stellen ihre Laster wie Rauchen und Trinken ein; der Staat droht ob der Steuereinbußen bankrottzugehen.
Washington schaltet sich ein. Schutzmasken werden verteilt. Da wird das Gegenmittel gefunden. Dass Pete sich in die bärtige und mürrische Gestalt von ehedem zurückverwandelt, ist Liz’ Problem.

## Kritik
„Eine originell-romantische Komödie, die ihren frischen Inszenierungsstil nicht ganz durchhält.“

„Die brauchbare Idee wurde nicht gebührend verwertet, deshalb nur durchschnittlich komische Unterhaltung.“

„Die Satire geht ein bisschen dadurch unter, dass Regisseur George Seaton den besagten Vogel comicstrip-artig sprechen lässt. Sehenswert dennoch, unter anderem aufgrund von George Furths Performance als rechte Hand von Dom DeLuises Politiker und einem Cameo-Auftritt von Thelma Ritter.“